# Myotis keaysi
Myotis keaysi é uma espécie de morcego da família Vespertilionidae.
Pode ser encontrada nos seguintes países: Argentina, Belize, Bolívia, Colômbia, Costa Rica, Equador, El Salvador, Guatemala, Honduras, México, Nicarágua, Panamá, Peru, Trinidad e Tobago e Venezuela.